# Ukrtelecom
Ukrtelecom JSC (în ucraineană: Укртелеком) este o companie de telefonie și telecomunicații din Ucraina, fostă monopol de stat.
A fost deținută de Ministerul Transporturilor și Comunicațiilor din Ucraina.
A fost privatizată în martie 2011, la momentul respectiv controlând peste 80% din piața de telefonie fixă a Ucrainei, cu o rețea de circa 10 milioane de abonați.
Număr de angajați în 2006: 123.102